# Jumbo
Jumbo – polski zespół muzyczny. Został założony w 1988 roku przez kompozytora i gitarzystę Stanisława Zybowskiego i wokalistkę Urszulę. Po zakończeniu współpracy z Budką Suflera oboje postanowili działać razem, w bardziej rockowych klimatach. Owocem tych poszukiwań było kilka utworów na płycie Urszuli, nagranej jeszcze z Budką Suflera, Czwarty raz, na którą po połowie piosenki napisali Zybowski oraz kompozytor Budki, Romuald Lipko. Znaczną popularność zdobyła piosenka Czy to miłość, to co czuję, ze słowami Bogdana Olewicza.
W 1989 zespół Jumbo, a w nim Urszula w rockandrollowym stylu, wystąpił na koncercie Polska promocja podczas festiwalu w Sopocie. Ich piosenka Rysa na szkle na długie miesiące zawędrowała na szczyty list przebojów. Mimo tego zespół w składzie: Urszula, Staszek oraz klawiszowiec Sławomir Piwowar i basista Paweł Mąciwoda, wyjechał do Stanów Zjednoczonych. Podczas pobytu w USA skład zespołu zmieniał się wielokrotnie, oprócz trzonu w postaci Urszuli i Staszka. W zespole grali muzycy z różnych krajów.
W tym czasie, w 1992 roku wydali nagraną na Florydzie pytę Urszula & Jumbo zawierającą piosenki po angielsku, z tekstami Bogdana Olewicza, w tym z piosenką I Am on My Own, czyli angielską wersją Rysy na szkle.
W 1993 roku wzięli udział w WOŚP Jurka Owsiaka, a rok później ostatecznie wrócili do kraju z piosenką Bez ciebie nie ma mnie (później nagrana jako Euforia). Piosenka ta nie zdobyła popularności, a Staszek i Ula zaprzestali działania pod szyldem Jumbo. Przez kolejne dwa lata szukali wydawcy i nagrywali kolejną płytę, którą udało się wydać w 1996 roku. Płyta miała tytuł Biała droga, ale wydana była już jako płyta Urszuli.

## Skład zespołu
| Rok  | Skład |
| ---- | --- |
| 1989 | - Urszula – śpiew - Stanisław Zybowski – gitara - Sławek Piwowar – instrumenty klawiszowe - Bodek Kowalewski – gitara basowa - Amadeusz Majerczyk – perkusja                                      |
| 1990 | - Urszula – śpiew - Stanisław Zybowski – gitara - Paweł Jastrzębski – Mąciwoda – gitara basowa - Johny Ferreira – instrumenty klawiszowe (Południowa Afryka) - Fabrice Bonne – perkusja (Francja) |
| 1991 | - Urszula – śpiew - Stanisław Zybowski – gitara - Nick Gianni – gitara basowa (Włochy) - Fabrice Bonne – perkusja                                                                                 |
| 1992 | - Urszula – śpiew - Stanisław Zybowski – gitara - Mark Sutton – gitara basowa - Steve Colazingeri – perkusja                                                                                      |
| 1993 | - Urszula – śpiew - Stanisław Zybowski – gitara - Waldek "Lola" Krakus – gitara basowa - Steve Colazingeri – perkusja                                                                             |